# Баакуль
Баакуль (Баакаль, Баакель) (мая BAAK-la) — монархічна держава давніх мая на території східної частини сучасного штату Чіапас, Мексика. Існувала у IV–VIII ст.

## Рання історія
Питання про час і обставини формування Баакульської держави залишається доволі дискусійною проблемою, щодо якої серед істориків досі немає одностайної думки. Місцева міфологічна традиція пов'язувала заснування династії Баакульських володарів з часами прадавнини і легендарною місцевістю Матвіль, місцезнаходження якої невідомо. Царі Баакуля вважали себе нащадками «Тріади» богів, які народилися на початку сучасного циклу ери з 5200 років. Відповідно до «Династичних текстів Паленке», перший міфічний цар Баакуля Муваан-Мат нібито народився 13 грудня 3121 року до н. е. і коронувався 28 вересня 2325 року до н. е.
Першим історичним царем Баакуля, відповідно до ретроспективного тексту зі збудованого наприкінці VII ст. «Храму Хреста», був К'ук'-Балам I, який правив у 431—435 роках і мав титул «Священний Володар Токтана». Проте, на Стелі 6 з городища Ель-Тортугеро під 353 роком згадується подія, яка сталася у Танха'баакулі (Танха'баакалі). Як зазначає Олександр Сафронов, саме це місце мало б бути першою столицею, оскільки воно дало назву царству. Подібним чином інше царство давніх мая, Пач'ан, також отримало назву від своєї столиці Танха'пач'ану. Наразі ми не можемо ототожнити Танха'баакуль з якимось відомим археологічним городищем, хоча Дмитро Беляєв припускає, що це давня назва Ель-Тортугеро. Якщо Баакульське царство зі столицею в Танха'баакулі дійсно існувало вже у середині IV ст., то К'ук'-Балам I, імовірно, належав до баакульської династії і став засновником її бокової гілки, яка утвердилася в Токтані. Де саме знаходився Токтан, досі невідомо. Ед Барнхарт, автор проекту карти Паленке, ототожнював Токтан з найбільш раннім архітектурним комплексом Паленке — групою Пікота, розташованою в західній частині городища. За іншою гіпотезою, Токтан слід ототожнювати з групами Науйака, Лемон або П'єдрас-Болас.
Лакам Ха’ (власне, центральна частина Паленке на ріці Отолум) вперше згадується у джерелах лише під 490 роком. На межі V—VI ст. (в часи третього або четвертого правителя) царі Токтана переносять свою резиденцію в Лакамху.
Таким чином, династію, засновану К'ук'-Баламом І, умовно називають «Лінією Токтан-Лакамхи». Імовірно, вже починаючи з V ст. паралельно співіснували дві династичні лінії баакульських царів: одна з центром в Ель-Тортугеро, друга з центром у Токтані, пізніше у Лакам Ха’ (Паленке). Джерела свідчать, що дві династії ворогували між собою, принаймні з початку VI ст. царі Токтан-Лакамхи претендують на титул «Володарів Баакуля». Особливо жорстким було протистояння у 1-й половині — середині VII ст. Найвідоміший правитель з лінії Ель-Тортугеро Балам-Ахав (644—679) був відверто ворожим до Лакамхи. Про це свідчить його війна проти царства Хууште-К'ух, з якого походила дружина тогочасного володаря Лакамхи К'ініч-Ханааб-Пакаля. Втім, невдовзі після смерті Балам-Ахава Ель-Тортугеро підкоряється владі Лакамхи.
Про ранніх володарів Баакуля відомо надзвичайно мало. За винятком так званої «Чаші Каспера», у Паленке не виявлено письмових джерел V—VI ст. З пізніших записів відомі дати народження і воцаріння перших правителів, є згадки про здійснення ними святкових церемоній з нагоди закінчення календарних періодів, яким мая надавали великої ваги, а також про те, що царі затверджували на посадах «К'ан-Токських володарів», які могли бути впливовими сановниками чи управителями якоїсь залежної від царства території. До 599 року немає надійних свідчень про якусь зовнішньополітичну активність Баакуля, його взаємини з іншими державами мая.

## Невдалі війни з Канулем
Рубіж VI—VII ст. виявився переломним для Баакульського царства. У ті часи наймогутнішою політією у строкатому політичному світі мая було Канульське царство, столиця якого спочатку розташовувалася в Цибанче, а пізніше була перенесена до Калакмуля. Канульські володарі шляхом посадження на місцях лояльних до себе царів встановили контроль над широким простором — площа лише південних територій, де визнавалася гегемонія канульських царів, сягала 48000 км², а як далеко простягалася їхня влада на північ достеменно невідомо. У басейні ріки Усумасінти головним противником експансії Кануля став саме Баакуль. У 599 та 611 роках канульська армія двічі захоплювала і спустошувала Лакамху. Попри це канульським володарям так і не вдалося включити Баакуль до сфери свого впливу на тривалий час.

## Розквіт Баакуля
У 615 році царем Баакуля став 12-річний К'ініч-Ханааб-Пакаль I (615—683). На правління цього володаря та його сина К'ініч-Кан-Балама II (683—702) припадає час найвищого розквіту Баакуля. К'ініч-Ханааб-Пакаль I стабілізував внутрішнє становище Баакульського царства, з перемінним успіхом вів тривалі війни з Канулем та його союзниками. Значною є розгорнута К'ініч-Ханааб-Пакалем та його сином будівельна програма. Починаючи з середини 640-х років К'ініч-Ханааб-Пакаль I збудував «Забутий Храм», основну частину Палацу, «Храм XIII». Окрасою Паленке, що вражає своєю красою і величчю, є Храм Написів — гробниця, збудована К'ініч-Ханааб-Пакалем I для самого себе. К'ініч-Кан-Балам II від батька не відстав. Він не лише завершив розпочате батьком будівництво «Храму Написів», а й збудував храми знаменитої «Групи Хреста»: Храм Хреста, «Храм Сонця» та «Храм Хреста з Листям». У 687—692 роках у залежність від Баакуля потрапили держави басейну Усумасінти: Піпа, Амаль, Анайте та інші. Проте 7 жовтня 692 року баакульське військо зазнало тяжкої поразки від царства Попо' (Тоніна) і Баакуль швидко втратив контроль над завойованими територіями.

## Баакуль у VIII ст
У VIII ст. правителі Баакуля продовжували зовнішню та внутрішню політику своїх попередників. Спроби К'ініч-К'ан-Хой-Читама II (702 — близько 721?) взяти реванш за поразку 692 року успіху не мали: 27 серпня 711 року військо цього царя так само було розбите правителем Попо' К'ініч-?-К'аком (другий елемент імені поки не розшифровано), а сам Баакульський володар, імовірно, потрапив у полон. Важливою віхою в історії пізнього Баакуля стало правління К'ініч-Акуль-Мо'-Наба III (721 — після 736). За часів цього володаря великий вплив мав його сахаль (намісник однієї з областей, на які ділилося царство) і Йахавк'ак' («володар вогню», імовірно, воєначальник баакульської армії) Чак-Сууц'. У 723—729 роках Чак-Сууц' здійснив низку переможних походів на Лівобережжя Усумасінти і розширив сферу впливу Баакульського царства. У цей час у Паленке знову пожвавилося будівництво, були збудовані «Храм XVIII», «Храм XIX», «Храм XXI».
К'ініч-Акуль-Мо'-Наб III востаннє згадується як цар під 736 роком, а перша згадка про наступного правителя датується лише груднем 746 року. Не виключено, що після смерті К'ініч-Акуль-Мо'-Наба III Баакуль охопила внутрішня династична криза. Про наступних царів збереглися лише уривчасті відомості. З пізніх правителів варто відзначити К'ініч-К'ук'-Балама II, за наказом якого було створено «Панель 96 ієрогліфів», що вважається шедевром ієрогліфічної каліграфії мая.

## Кінець Баакульського царства
Найпізніша згадка про царя в Паленке датується листопадом 799 року. Останнього Баакульського володаря звали Вак-Чам-Ханааб-Пакаль або Ханааб-Пакаль ІІІ. На думку Альберта Давлетшина, присутність у його імені календарної дати Вак-Чам («6 Смерть»), не характерна для царів класичних мая, свідчить про те, що він, можливо, належав до групи мая-чонталь і був прибульцем, який скинув стару династію. Джоел Скідмор, автор спеціального дослідження про правителів Паленке, вважає, що подібні «календарні» імена були наслідком посилення в ту пізню епоху мексиканського впливу. У Паленке дійсно знайдено предмети, характерні для індіанських культур узбережжя Мексиканської затоки, проте відсутність у городищі слідів зумисної руйнації робить гіпотезу про зовнішнє вторгнення як причину загибелі Баакульського царства сумнівною.
У IX ст. низини мая, на яких сформувалася класична цивілізація, охопила загальна криза, причини якої досі до кінця не з'ясовано. Населення залишило більшість класичних центрів на всій території низин (не лише в басейні Усумасінти), а класичні держави занепали. Водночас обірвалася традиція встановлення монументальних пам'яток, тому вже починаючи з термінального класичного періоду (850—1000 роки) ми, крім кількох рідкісних винятків, не маємо письмових джерел з історії мая. Спорожнілі давні міста, зокрема й Паленке, вкрилися джунглями і були забуті аж до їхнього «другого відкриття» у XIX ст.

## Правителі Баакуля
Лінія Ель-Тортугеро
- Акуль-К'ук' («Черепаший Кецаль») — (поч. VI ст.?)
- Ік'-Муй-Муваан І («Чорна Хмарна Сова») — (поч. VII ст. — 644)
- Балам-Ахав («Ягуар-Володар») — (644—679)
- Ік'-Муй-Муваан ІІ — (679-поч. VIII ст.)

Лінія Токтан-Лакамхи
- К'ук'-Балам I («Кецаль-Ягуар») — (431—435)
- «Каспер II» — (435—487)
- Буц'ах-Сак-Чіік («Димуча Біла/Блискотлива Носуха») — (487—501)
- Акуль-Мо'-Наб I («Черепаха-Озерний Ара»?) — (501—524)
- К'ан-Хой-Читам I («Дорогоцінний/Жовтий Зв'язаний Пекарі») — (529—565)
- Акуль-Мо'-Наб II — (565—570)
- Кан-Балам I («Змій-Ягуар») — (572—583)
- Іш-Йоль-Ік'наль («Пані з Серця Місцини Вітрів») — (583—604)
- Ахен-Йоль-Мат — (605—612)
- Муваан-Мат («Сова-Баклан»?) — (612—615)
- К'ініч-Ханааб-Пакаль I («Осяйний-Квітковий Щит») — (615—683)
- К'ініч-Кан-Балам II — (683—702)
- К'ініч-К'ан-Хой-Читам II — (702—721?)
- К'ініч-Акуль-Мо'-Наб III — (721-після 736)
- Упакаль-К'ініч-К'ініч-Ханааб-Пакаль («Щит Бога Сонця, Осяйний Квітковий Щит») — (близько 746)
- К'ініч-Кан-Балам III — (751)
- К'ініч-К'ук'-Балам II — (764-після 783)
- Вак-Чам-Ханааб-Пакаль(?) («6 Смерть-Квітковий Щит») — (799)